# Hälltorp och Heden
Hälltorp och Heden är en av SCB avgränsad och namnsatt småort i Lilla Edets kommun i Västra Götalands län. Den omfattar bebyggelse i de två sammanväxta orterna i Sankt Peders socken.